# Malonno
Malonno is een gemeente in de Italiaanse provincie Brescia (regio Lombardije) en telt 3307 inwoners (31-12-2004). De oppervlakte bedraagt 30,8 km², de bevolkingsdichtheid is 111 inwoners per km².
De volgende frazioni maken deel uit van de gemeente: Lezza, Moscio, Loritto.

## Demografie
Malonno telt ongeveer 1256 huishoudens. Het aantal inwoners daalde in de periode 1991-2001 met 2,1% volgens cijfers uit de tienjaarlijkse volkstellingen van ISTAT.
| Jaar | Inwoneraantal |
| ---- | ------------- |
| 1991 | 3398          |
| 2001 | 3326          |

## Geografie
Malonno grenst aan de volgende gemeenten: Berzo Demo, Corteno Golgi, Edolo, Paisco Loveno, Sonico.